# Únos československých občanů v Angole
Únos československých občanů v Angole se odehrál 12. března 1983 během občanské války v Angole. Povstalecké hnutí UNITA zajalo v angolském městě Alto Catumbela 66 československých občanů včetně žen a dětí, kteří tam byli vysláni s úkolem obnovit provoz místní papírny. Československé odborníky na misi provázely jejich manželky a děti. Unesení českoslovenští občané byli následně donuceni k pochodu směrem k základně UNITY na jihu země vzdálené 1300 kilometrů. 19. dubna zemřel ve věku 37 let Slovák Jaroslav Navrátil. V červnu 1983 byly propuštěny ženy a děti a posléze také sedm nemocných mužů. O rok později, 23. června 1984, bylo propuštěno zbylých dvacet mužů.   

## Obraz v médiích
Na motivy této události byl ještě v roce 1984 ve Filmovém studiu Barrandov pro Československou televizi natočený film Angolský deník lékařky (režisér Vladimír Kavčiak). Kromě jiných autorů popsal aktivity československých pracovníků a následné události ve svých knihách „Zajati v Angole“ od „Než přišla UNITA“ až po „Po 25 letech“ jeden z přímých účastníků Lubomír Sazeček. Popisuje nejen události před zajetím ale i pohled do archivu.

### Filmové dokumenty
- Osudové okamžiky: Alto Catumbelo 1983 — Česká televize. Česká televize [online]. 2001 [cit. 2018-02-04]. Dostupné online.
- MANČUŠKA, Ján. Zajati v Angole. Česká televize [online]. 2009. Dostupné online.
- Slavné dny: Den únosu Čechoslováků v Angole (12. březen 1983). Stream.cz [online]. 2016-03-12 [cit. 2018-02-04]. Dostupné online.
- Drama Čechoslováků v Angole + rozhovor s L. Sazečkem, pořad Horizont, Česká televize (online) 22.6.2014. Dostupné online